# Pierre Bost
Pierre Bost (Lasalle, Gard, 5 de septiembre de 1901 – París, 6 de diciembre de 1975) fue un guionista, novelista y periodista francés. Escribió principalmente  hasta principios de la década de 1940, pues a partir de 1945 fue conocido por sus guiones, a menudo colaborando con Jean Aurenche.
En un artículo de 1954 titulado Une Certaine Tendance du Cinéma Français ("Cierta tendencia de cine francés"), François Truffaut atacó el mal estado del cine francés, incluyendo a productores y guionistas. En particular criticaba a guionistas y productores como Bost y Aurenche, por su estilo abigarrado y realista, propio de adaptaciones literarias anodinas, consideradas por Truffaut como anticuadas.
El periodista Jacques-Laurent Bost era hermano de Pierre Bost.

## Filmografía
- The Mondesir Heir (1940)
- The Trump Card (1942)
- La Symphonie Pastorale (1946)
- Devil in the Flesh (1947)
- The Glass Castle (1950)
- El albergue rojo (1951)
- Juegos prohibidos (1952)
- Le Rouge et le Noir (1954)
- Gervaise (1956)
- Las amistades particulares (1964)
- El juez y el asesino (1976)